# SpaceX Red Dragon
SpaceX Red Dragon bio je od 2011. do 2017. koncept za korištenje modificiranog SpaceX Dragona 2 bez posade za jeftine misije slijetanja na Mars koje bi se lansirale pomoću raketa Falcon Heavy.
Primarni cilj početne misije Red Dragon bio je testirati tehnike i tehnologiju za ulazak u Marsovu atmosferu s opremom koju bi ljudska posada mogla koristiti. Niz misija na Mars trebao je biti tehnološki putokaz za mnogo veću misiju kolonizacije Marsa SpaceX koja je najavljena u rujnu 2016. Dodatna predložena upotreba misije zahtijevala je isporuku uzorka rovera za povratak na površinu Marsa.
Program je zamišljen 2011. kao potencijalna misija NASA Discovery koja bi trebala krenuti već 2022., a razvijao se nekoliko godina nakon što nije dobio NASA-ino financiranje iz ciklusa programa Discovery Mission 2013-2015. U travnju 2016. SpaceX je objavio da su potpisali nefinancirani ugovor s NASA-om, pružajući tehničku podršku, za lansiranje ne prije 2018. U veljači 2017. SpaceX je objavio da je datum lansiranja odgođen na ne prije 2020. U srpnju 2017.  Elon Musk je najavio da će razvoj biti zaustavljen i resursi preusmjereni na Starship.

## Povijest razvoja
SpaceX je 2011. godine surađivao s NASA-inim istraživačkim centrom Ames na izradi studije izvedivosti za misiju koja bi tražila dokaze života na Marsu (biopotpisi), u prošlosti ili sadašnjosti. SpaceX-ova kapsula Dragon verzija 1 koristi se samo za prijevoz tereta, dok SpaceX Dragon 2 prevozi astronaute za Međunarodnu svemirsku postaju.  Prijedlog Red Dragon zahtijevao je izmjene kako bi se mogao koristiti za prijevoz tereta na Mars, slijetanje pomoću retroraketa i postati preteča ljudske misije na Mars.

## Sustav slijetanja
Zbog svog dizajna koji integrira robusni toplinski štit i snažne potisnike, modificirana kapsula SpaceX Dragon 2 mogla bi, s daljnjim razvojem, moći izvršiti sve potrebne funkcije ulaska, spuštanja i slijetanja kako bi isporučila terete od 1 tone ili više do površine Marsa bez korištenja padobrana; uporaba padobrana nije izvediva bez značajnih izmjena vozila. 
Nakon izravnog ulaska u atmosferu brzinom od 6 km/s izračunato je da bi vlastiti aerodinamički otpor kapsulu mogao dovoljno usporiti da ostatak spuštanja bude unutar sposobnosti SuperDraco retropropulzijskih potisnika. Mogao bi biti dizajniran s pomakom težišta (CG) kako bi ušao s omjerom uzgona i otpora od 0,24 (kao Mars Science Laboratory). Prešao bi izravno iz atmosferskog leta u motorno spuštanje brzinom od 2,24 macha. Retrorakete bi usporile letjelicu dok se spušta u gornju atmosferu Marsa nadzvučnom brzinom. Oko 1900 kg pogonskog goriva osiguralo bi Δv potrebno za meko slijetanje pri 2,4 m/s.
Očekivalo se da će ovaj pristup omogućiti kapsuli da sleti na mnogo više marsovske elevacije nego što bi se to moglo učiniti s padobranom, i točnost slijetanja unutar 10 kilomeara. Od 2011. inženjerski tim SpaceX-a razvijao je opcije za integraciju korisnog tereta s kapsulom Dragon. Potencijalna mjesta slijetanja bila bi polarna mjesta ili mjesta srednje geografske širine s dokazanim ledom blizu površine.
U srpnju 2017. Musk je objavio da je razvoj propulzivnog slijetanja prestao u korist "puno bolje" tehnike slijetanja za Starship.